# Rityvaaranoja
Rityvaaranoja is een beek, die stroomt in de Zweedse  gemeente Pajala. Ze ontspringt op de noordoostelijke helling van de Rityberg (Rityvaara), een pukkeltje in het landschap ten noorden van het dorp Pajala in het gebied ten noorden van de Torne. Ze stroomt naar het oosten om samen met de Martinrivier de Kieksiäisrivier te vormen.
Afwatering: Rityvaaranoja → Kieksiäisrivier →  Muonio → Torne → Botnische Golf